# Meister (Radsportteam)
Meister war ein professionelles deutsches Radsportteam. Sponsor waren die Meister-Fahrradwerke aus Bielefeld, ein Unternehmen, das Fahrräder und Motorräder herstellte.

## Geschichte
1949 wurde eine Mannschaft von Straßenradsportlern zusammengestellt. Dem Team gehörten fünf deutsche Radrennfahrer an. Die Fahrer von Meister starteten im Etappenrennen Grünes Band der IRA 1949. Heiner Kopf wurde als bester Fahrer des Teams Neunter der Gesamtwertung. Das beste Ergebnis für das Team holte Gerhard Bartkowski, der im Profirennen von Rund um Berlin Zweiter hinter Reinhold Steinhilb wurde. Bartkowski wurde ebenfalls Zweiter in der Meisterschaft der Ostzone in der Einerverfolgung.
Bereits am Saisonende wurde das Team nach ausbleibenden Erfolgen wieder aufgelöst.

## Bekannte Fahrer
- Otto Schenk